# حمدين الزامك
محمد علي الزامك أو حمدين الزامك لاعب كرة قدم مصري سابق، بعتبر أحد اعلام نادي المصري ,لعب لمنتخب مصر لكرة القدم منذ مطلع الاربعينات وشارك في عدة بطولات دولية.
ولد محمد علي الزامك في بورسعيد في 10 يونيو عام 1917 وقد سمي باسم حمدين الزامك بعد بداية لعبه بالمصري عام 1933 حيث تصادف غياب أحد النجوم البارزين عن الفريق في إحدى المبارايات هو اللاعب محمد حسن -أحد أعضاء منتخب مصر في كأس العالم 1934- فاضطر المدرب لاشراك الناشيء محمد على الزامك لتعويض غيابه فلعب الزامك ولم يشعر أحد بغياب محمد حسن بل وتألق وأحرز 3 أهداف وخرج جميع من كان في الملعب وهو يردد «حمدين ربنا على الزامك» أي نحمد الله على الزامك، وتكرر الأمر وأصبح حمدين الزامك هو الاسم الذي يعرف به محمد علي الزامك. لعب الزامك طوال عمره بالنادي المصري ولم يلتفت للمغريات التي قدمها له نادي الأهلي للانضمام لصفوفه رغم استعانة الأهلي به في رحله إلى تركيا وسوريا ولبنان عام 1946 على سبيل الإعارة من نادي المصري هو وزميليه بالمصري محمد جوده ومحمد أبو حباجة.

## إنجازات وألقاب مع نادي المصري
بدأ الزامك حياته كلاعب كرة بالمصري عام 1933 وكان عمره لا يتعدى 16 عاما وكانت أولى مبارياته امام نادي الترسانة في بطولة كأس مصر وانتهت المباراة بفوز المصري 2-1 واحرز الزامك هدف الفوز، طوال تاريخه مع المصري حتى عام 1954 ساهم الزامك في فوز المصري بالعديد من الألقاب حيث فاز مع المصري بدوري منطقة القناة 16 مرة متتالية من عام 1933 وحتى 1948 كما فاز ببطولة كأس السلطان حسين ثلاث مرات اعوام 1933 و1934 و1937, ووصل لنهائي كأس مصر ثلاث مرات في اعوام 1945 و1947 و1954، كذلك كان الزامك بطبيعة الحال ضمن أعضاء فريق النادي المصري الذي شارك في أول مواسم الدوري المصري منذ انطلاقه عام 1948. بذلك يكون الزامك بلغة البطولات والإنجازات هو اللاعب الأكثر حصولا على الألقاب مع نادي المصري على مر التاريخ حتى الآن.

## إنجازات مع المنتخب
شارك الزامك في أول مباراة دولية مع منتخب مصر امام المجر في مطلع الأربعينات وشارك مع منتخب مصر في عدد من المناسبات الدولية الهامة مثل أولمبياد لندن 1948 ودورة البحر المتوسط لكرة القدم باثينا عام 1949 ولعب مع المنتخب في هذه البطولة ضد إيطاليا وتركيا واليونان واحرز هدفا باليونان.

## بعد الاعتزال
بعد اعتزال الزامك في 1954 اتجه لفترة قليله للتحكيم، ثم سرعان ما اتجه بعدها للإدارة بالنادي المصري حيث انتخب عضوا بمجلس الإدارة بالنادي عام 1955 وكان مديرا لفريق كرة القدم بالنادي ورئيسا للجنة الفنية للفريق.